# Сьмич
Сьмич (пол. Śmicz, нім. Schmitsch, 1936-45: Lößtal) — село в Польщі, у гміні Біла Прудницького повіту Опольського воєводства.
Населення — 494 особи (2011).

## Демографія
Демографічна структура станом на 31 березня 2011 року:
|          | Загалом | Допрацездатний вік | Працездатний вік | Постпрацездатний вік |
| -------- | ------- | ------------------ | ---------------- | -------------------- |
| Чоловіки | 236     | 37                 | 173              | 26                   |
| Жінки    | 258     | 54                 | 142              | 62                   |
| Разом    | 494     | 91                 | 315              | 88                   |